# 27-й запасной истребительный авиационный полк
27-й запасной истребительный авиационный полк (27-й зиап) — учебно-боевая воинская часть Военно-воздушных сил (ВВС) Вооружённых Сил РККА, занимавшаяся обучением, переподготовкой и переучиванием лётного состава строевых частей ВВС РККА в период боевых действий во время Великой Отечественной войны, осуществлявшая подготовку маршевых полков и отдельных экипажей на самолётах «Харрикейн» и «Томагаук».

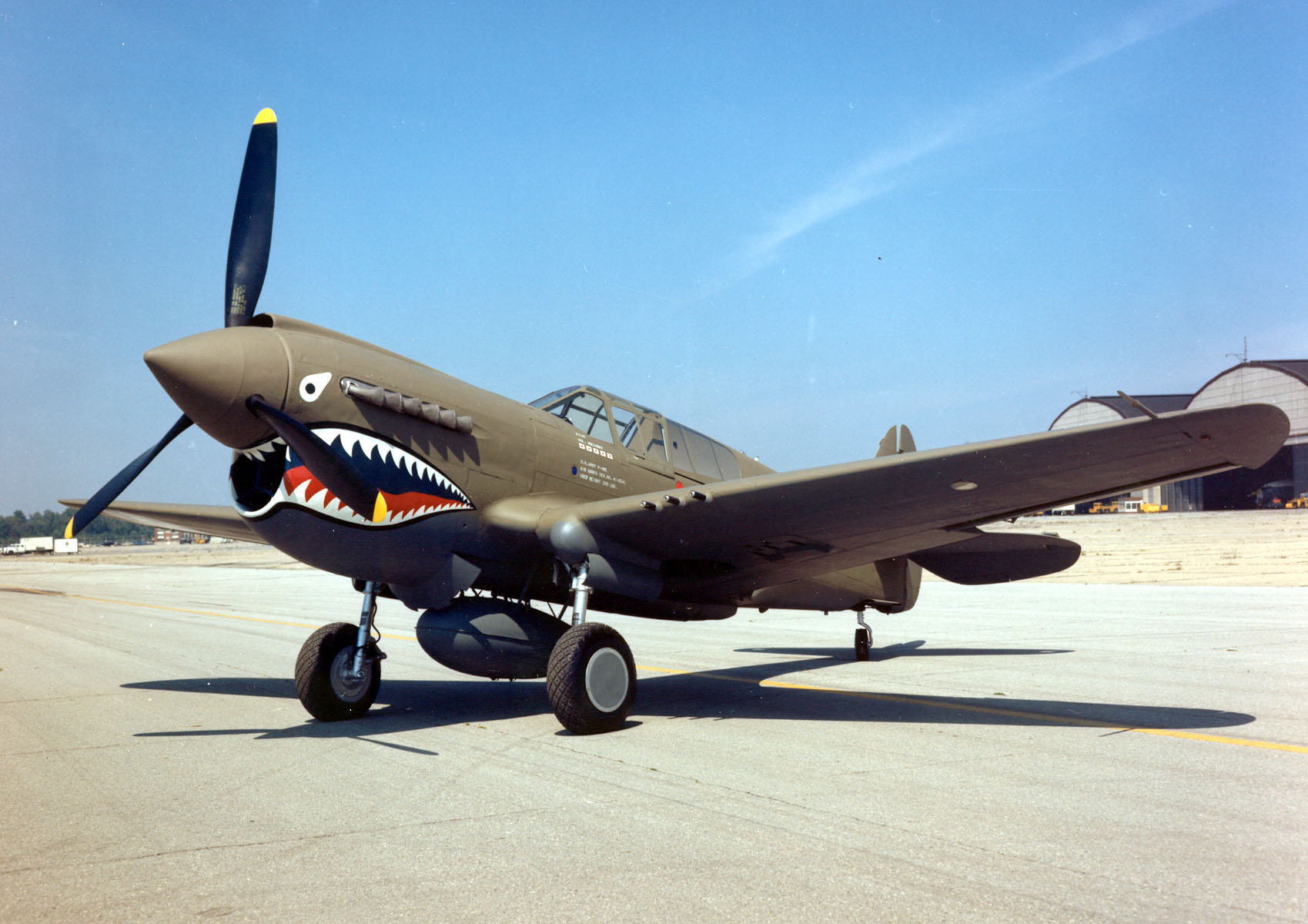
Curtiss P-40E Warhawk

## Наименования полка
- 27-й запасной истребительный авиационный полк

## Создание полка
27-й запасной истребительный авиационный полк сформирован в августе 1941 года в составе ВВС Архангельского военного округа на аэродроме города Кадников Вологодской области.

## Основное назначение полка
27-й запасной истребительный авиационный полк осуществлял подготовку маршевых полков и отдельных экипажей:
- на самолётах «Киттихаук» Curtiss P 40 Warhawk/Kittyhawk
- на самолётах «Томагаук» Curtiss P 40 Warhawk/Tomahawk

## Расформирование полка
27-й запасной истребительный авиационный полк 25 сентября 1942 года был расформирован в составе ВВС Архангельского военного округа, а личный состав и самолёты переданы в 6-ю запасную авиационную бригаду ВВС Московского военного округа.

## В составе соединений и объединений
| Период        | Округ                       | армия      | примечание                              |
| ------------- | --------------------------- | ---------- | --------------------------------------- |
| 08.1941 г.    | Архангельский военный округ | ВВС округа |                                         |
| 02.11.1941 г. | Архангельский военный округ | ВВС округа | переформирован на 2-х эскадрильный штат |
| 07.1942 г.    | Архангельский военный округ | ВВС округа | приступил к переучиванию полков         |
| 25.09.1942 г. | Архангельский военный округ | ВВС округа | расформирован                           |

## Командир полка
- Всеволод Иванович Пантелеев, 08.1941 — 25.09.1942

## Базирование
| Период               | Аэродром                     |
| -------------------- | ---------------------------- |
| 08.1941 — 25.09.1942 | Кадников Вологодской области |

## Самолёты на вооружении
| Период      | Самолёты               |
| ----------- | ---------------------- |
| 1941 — 1942 | Киттихаук Curtiss P-40 |

## Подготовка лётчиков
Процесс переучивания лётного состава был типовым: с фронта отводился полк, потерявший большое количество лётного состава, производилось его пополнение до штатных нормативов, лётчики переучивались на новую материальную часть. Полк получал новые самолёты и снова отправлялся на фронт. Таким образом, запасной полк распределял самолёты, поступающие с заводов и с ремонтных баз.
В целях приобретения боевого опыта командно-инструкторский состав запасных авиационных полков направляли в авиационные полки действующей армии.

## Подготовленные полки
- 29-й истребительный авиационный полк (19.11.1941— 27.11.1941, проводил изучение американского истребителя «Томагаук». При этом одна эскадрилья полка (11 лётчиков с боевым опытом) послужила основой для формирования 731-го иап);
- 1-й гвардейский истребительный авиационный полк (с 06.12.1941 по 09.12.1941 г., убыл в город Молотов в 17-й запасной истребительный авиационный полк);
- 126-й истребительный авиационный полк ПВО;
- 159-й истребительный авиационный полк;
- 731-й истребительный авиационный полк ПВО (сформирован, 16.09.1941 — 25.11.1941, «Томагаук» Curtiss P 40 Warhawk/Tomahawk);
- 832-й истребительный авиационный полк ПВО (10.06.1942 — 04.07.1942).
- 965-й истребительный авиационный полк ПВО (31.07.1942 — 18.08.1942). Сформирован на базе 832-го иап и 27-го запасного полка.

## Присвоение гвардейских званий
- 29-й истребительный авиационный полк 6 декабря 1941 года за образцовое выполнение боевых задач и проявленные при этом мужество и героизм в оборонительных сражениях под Москвой приказом НКО СССР № 347 преобразован в 1-й гвардейский истребительный авиационный полк.